# Ешлі Купер (тенісист)
Ешлі Купер (англ. Ashley Cooper; 15 вересня 1936 — 22 травня 2020) — колишній австралійський тенісист.
Найвищу одиночну позицію світового рейтингу — 1 місце досяг 1957 (за даними Ленса Тінґея), парну — 1 місце — 1957 року.
Здобув 27 одиночних титулів.
Перемагав на турнірах Великого шолома в одиночному та парному розрядах.
Завершив кар'єру 1962 року.

## Фінали турнірів Великого шолома
Джерело: 

### Одиночний розряд: (4–2)
| Результат | Рік  | Турнір                  | Покриття | Суперник         | Рахунок                  |
| --------- | ---- | ----------------------- | -------- | ---------------- | ------------------------ |
| Перемога  | 1957 | Чемпіонат Австралії     | Трава    | Ніл Фрейзер      | 6–3, 9–11, 6–4, 6–2      |
| Поразка   | 1957 | Вімблдонський турнір    | Трава    | Лью Гоуд         | 2–6, 1–6, 2–6            |
| Поразка   | 1957 | Чемпіонат США           | Трава    | Мал Андерсон     | 8–10, 5–7, 4–6           |
| Перемога  | 1958 | Чемпіонат Австралії (2) | Трава    | Малколм Андерсон | 7–5, 6–3, 6–4            |
| Перемога  | 1958 | Вімблдонський турнір    | Трава    | Ніл Фрейзер      | 3–6, 6–3, 6–4, 13–11     |
| Перемога  | 1958 | Чемпіонат США           | Трава    | Малколм Андерсон | 6–2, 3–6, 4–6, 10–8, 8–6 |

### Парний розряд: (4–3)
| Результат | Рік  | Турнір               | Покриття | Партнер          | Суперники                      | Рахунок                 |
| --------- | ---- | -------------------- | -------- | ---------------- | ------------------------------ | ----------------------- |
| Поразка   | 1956 | Чемпіонат Франції    | Ґрунт    | Лью Гоуд         | Дон Кенді Боб Перрі (тенісист) | 5–7, 3–6, 3–6           |
| Поразка   | 1957 | Чемпіонат Австралії  | Трава    | Мал Андерсон     | Лью Гоуд Ніл Фрейзер           | 3–6, 6–8, 4–6           |
| Перемога  | 1957 | Чемпіонат Франції    | Ґрунт    | Малколм Андерсон | Дон Кенді Мервін Роуз          | 6–3, 6–0, 6–3           |
| Перемога  | 1957 | Чемпіонат США        | Трава    | Ніл Фрейзер      | Гарднар Маллой Бадж Петті      | 4–6, 6–3, 9–7, 6–3      |
| Перемога  | 1958 | Чемпіонат Австралії  | Трава    | Ніл Фрейзер      | Рой Емерсон Роберт Марк        | 7–5, 6–8, 3–6, 6–3, 7–5 |
| Поразка   | 1958 | Вімблдонський турнір | Трава    | Ніл Фрейзер      | Свен Давідсон Ульф Шмідт       | 4–6, 4–6, 6–8           |
| Перемога  | 1958 | Чемпіонат Франції    | Ґрунт    | Ніл Фрейзер      | Роберт Гау Ейб Сегал           | 3–6, 8–6, 6–3, 7–5      |

## Часова шкала результатів на турнірах Великого шлему
Джерело:
| W | Ф | ПФ | ЧФ | #Р | КТ | К# | DNQ | A | NH |

### Одиночний розряд
| Турнір                                 | 1954  | 1955  | 1956  | 1957  | 1958  | 1959  | 1960  | 1961  | 1962  | 1963  | 1964  | 1965  | 1966  | 1967  | 1968  | SR     |
| -------------------------------------- | ----- | ----- | ----- | ----- | ----- | ----- | ----- | ----- | ----- | ----- | ----- | ----- | ----- | ----- | ----- | ------ |
| Відкритий чемпіонат Австралії з тенісу | ЧФ    | ЧФ    | ЧФ    | П     | П     |       |       |       |       |       |       |       |       |       |       | 2 / 5  |
| Відкритий чемпіонат Франції з тенісу   | 2р    |       | ПФ    | ПФ    | ПФ    |       |       |       |       |       |       |       |       |       | 2р    | 0 / 5  |
| Вімблдонський турнір                   | 4р    | 1р    | 4р    | Ф     | 1958  |       |       |       |       |       |       |       |       |       |       | 1 / 5  |
| Відкритий чемпіонат США з тенісу       | 2р    | 3р    | ЧФ    | Ф     | П     |       |       |       |       |       |       |       |       |       |       | 1 / 5  |
| Strike rate                            | 0 / 4 | 0 / 3 | 0 / 4 | 1 / 4 | 3 / 4 | 0 / 0 | 0 / 0 | 0 / 0 | 0 / 0 | 0 / 0 | 0 / 0 | 0 / 0 | 0 / 0 | 0 / 0 | 0 / 1 | 4 / 20 |